# Її романтична ніч
«Її романтична ніч» (англ. Her Night of Romance) — американська комедійна мелодрама режисера Сідні Франкліна 1924 року.

## Сюжет
Дороті, спадкоємиця мільйонного спадку, що пережила нервовий зрив через мисливців за приданим, прибуває для поправки здоров'я до Англії. Її батько купує маєток англійського аристократа Пола Менфорда. У результаті непорозуміння батько і дочка приймають Пола за лікаря. Дороті закохується в молодого «доктора».

## У ролях
- Констанс Толмадж — Дороті Адамс
- Рональд Колман — Пол Менфорд
- Джин Гершолт — Джо Діамонд
- Альберт Грен — Семюел С. Адамс (батько Дороті)
- Роберт Рендел — принц Джордж
- Сідні Брейсі — дворецький
- Джозеф Дж. Даулінг — професор Грегг
- Темплар Сакс — доктор Веллінгтон
- Ерік Мейн — доктор Скотт
- Емілі Фіцрой — медсестра
- Клара Т. Брейсі — економка
- Джеймс О. Берроус — старий дворецький
- Майкл Дарк — фотограф